# Oxford Library of African Literature
Die Oxford Library of African Literature (Oxforder Bibliothek für afrikanische Literatur) ist eine englischsprachige wissenschaftliche Buchreihe mit indigener Poesie und Prosa Afrikas, deren General Editor Edward Evan Evans-Pritchard (Professor of Social Anthropology, University of Oxford und Fellow am All Souls College) war, und die bei der Clarendon Press in Oxford erschien. Die Afrikanisten Wilfred Howell Whiteley (1924–1972) und Godfrey Lienhardt (1921–1993) waren Assistant Editors. Jeder Band besteht aus einer englischen Übersetzung eines Textes oder von Texten von kulturellem Wert und Interesse sowie einem einleitenden Essay und Notizen eines Gelehrten, der mit der Sprache sowie Land und Leuten vertraut ist. Es wurde versucht, ein relativ breites Spektrum afrikanischer Völker abzudecken. In der Reihe sollte ein breites Spektrum erfasst werden, darunter Texte aus Ghana, Tanganyika, Nordrhodesien, Bechuanaland und dem Sudan. Die Reihe erschien von 1964 bis Ende der 1970er Jahre.
Die folgende Übersicht erhebt keinen Anspruch auf Aktualität oder Vollständigkeit:

## Auswahl
- Shona praise poetry / A. C. Hodza. 1979
- Wisdom from the Nile : A Collection of Folk-Stories from the Northern and Central Sudan / Ahmed al Shahi. 1978
- The Xhosa Ntsomi / Harold Scheub. 1975
- Gods and heroes : oral traditions of the Gurage of Ethiopia / William A. Shack. 1974
- Damane, M. Lithoko: Sotho Praise Poems. 1974
- The Dinka and their songs / Francis Mading Deng. 1973
- Saharan myth and saga / Harry Thirlwall Norris. 1972
- Heroic poetry of the Basotho / Daniel P. Kunene. 1971
- Oral Literature in Africa / Ruth Finnegan. 1970
- Littérature de cour au Rwanda / A. Coupez. 1970
- Shinqîtî folk literature and song / Harry Thirlwall Norris. 1968
- Izibongo (engl. u. zulu.). Zulu praise-poems. Collected by James Stuart. Translated by Daniel Malcolm. Edited with introductions ans annotations by Trevor Cope. 1968
- The medicine man / Hasani Bin Ismail. 1968
- The Zande Trickster / Edward Evan Evans-Pritchard. 1967
- Limba stories and story-telling / Ruth Finnegan. 1967
- A selection of Hausa stories / H. A. S. Johnston. 1966
- Akamba stories / John Samuel Mbiti. 1966
- The content and form of Yoruba ijala / S. Adeboye Oladele Babalola. 1966
- The glorious victories of Āmda Ṣeyon, King of Ethiopia / Āmda Ṣeyon. 1965
- Praise-poems of Tswana chiefs / Isaac Schapera. 1965
- A selection of African prose / Wilfred Howell Whiteley. 1964 (Bd. 1: Traditional oral texts. Bd. 2: Written Prose)
- Bogumil Witalis Andrzejewski, Ioan Myrddin Lewis: Somali Poetry. An Introduction. 1964